# Aina Ferrer Torrens
Aina Ferrer Torrens (Inca, 22 d'octubre del 1959), és una poeta balear.
Aina es va llicenciar en Biologia i exerceix com a professora d'educació infantil i primària.
Com a poeta, és membre, al igual que Maria Victòria Secall, del col·lectiu “Fart D'art”, escamot poètic, tractant de divulgar la poesia mitjançant muntatges de poesia entre altres activitats.
A més, surt al documental de poetes mallorquines. “Som elles” de l'any 2012, d'Aina Riera.

## Obra
Entre altres obres podem destacar els poemaris “Exili per a dues ales” (Ajuntament d'Inca, 1988), “De l'absència, variacions” (Ajuntament de Binissalem, 1992), “Perspectiva de pronoms” (Fruits del temps, 1992), “En el saltant de l'aigua” (Perifèrics, 2000) “Joc de contraris” (Viena, 2008).
Les seues obres poétiques han format part d'antologies com ara “Pas en vers”, col·lecció Paraula de Poeta (Conselleria d'Educació i Cultura del Govern de les Illes Balears, 2008) i “13 x 3” Poesia perifèrica (Perifèrics, 2006).

## Reconeixements
L'any 2007 va rebre el premi de poesia Joan Teixidor dels Premis Literaris Ciutat d'Olot.